# Перейруш (Карразеда-ди-Ансиайнш)
Пере́йруш (порт. Pereiros) — район (фрегезия) в Португалии, входит в округ Браганса. Является составной частью муниципалитета Карразеда-ди-Ансьяйнш. По старому административному делению входил в провинцию Траз-уж-Монтиш и Алту-Дору. Входит в экономико-статистический субрегион Доуру, который входит в Северный регион. Население составляет 310 человек на 2001 год. Занимает площадь 14,66 км².
Покровителем района считается Санту-Амару (порт. Santo Amaro).